# Antheraea hazina
Antheraea hazina är en fjärilsart som beskrevs av Butler 1881. Antheraea hazina ingår i släktet Antheraea och familjen påfågelsspinnare. Inga underarter finns listade i Catalogue of Life.